# James Marriott (escritor)
James Patrick Blackden Marriott (6 de septiembre de 1972-28 de julio de 2012) fue un crítico de cine y escritor de ficción y no ficción inglés.
Marriott se educó en la Escuela Preparatoria Rokeby y en el Wellington College, Berkshire. Graduado por la Universidad de Mánchester, completó una maestría en Estudios Cinematográficos en la Universidad de Exeter en 2010. Su principal interés era el cine de terror, aunque su obra incluía cuentos y ficción policial real.
Su libro Horror: the Definitive Guide to the Cinema of Fear (publicado por André Deutsch, 2006; ISBN 978-0-233-00201-9), y coescrito con Kim Newman, fue descrito por London Review of Books como «una guía extremadamente atractiva e inteligente para el cine de terror... informativa, obstinada y francamente interesante de leer». Como corrector y editor, trabajó con Random House, Simon & Schuster y Virgin Books.
Comenzó a trabajar como asistente de biblioteca en la Biblioteca de Artes y Ciencias Sociales de la Universidad de Brístol en octubre de 2003. Avanzó hasta ocupar funciones de Asistente Superior de Biblioteca en la Biblioteca de Educación Continua y en el equipo de descenso de la biblioteca, y brindó apoyo en Colecciones Especiales.
Murió el 28 de julio de 2012, a los 39 años, por causas no reveladas.